# Tossal d'Astell
El Tossal d'Astell o Tossal de Calma és una muntanya de 2.620,5 m. alt. del terme municipal de la Torre de Cabdella, en el municipi primigeni d'aquest nom, pertanyent a la comarca del Pallars Jussà.
És a l'extrem oriental de la Serra dels Estanyets, i al nord-occidental del Serrat de Plan de Toralla. A prop del límit amb el terme actual de Sarroca de Bellera (antic municipi de Benés, de l'Alta Ribagorça), és just a llevant del Tossal de les Tres Muntanyes, i a ponent del Tossal de la Costa.